# Герб Гавайев
У штата Гавайи долгая история. С течением времени менялась символика тихоокеанского штата.

Герб, утверждённый в 1843 году

## Герб 1843 года
В конце 18 века — начале 19 века европейские колонизаторы начали интересоваться островами в Тихом океане и на этой территории в 1810 год году было провозглашено королевство. В 1843 году у королевства появился первый герб. На гербе были изображены различные символы Гавайев, девиз, написанный на местном языке и два щитодержателя-конкистадора, одетые в национальные костюмы.

## Герб 1864 года

Герб, утверждённый в 1864 году

Этот герб Был утверждён в 1864 году вождём Хаалилио. В центре герба на зелёном фоне изображены гавайские народные копья — алиа и треугольный штандарт пуэла. Щитодержателями являются два брата, вожди округа Кона Камееиамоку и Каманава. Эти вожди оказали огромную поддержку королю Гавайев — Камеамеа I, были его вельможами.

## Герб 1894
3 июля была провозглашена Гавайская республика, и герб изменился. Королевские вельможи, как и плащ были удалены, однако корона осталась на гербе в память о монархическом прошлом. Так же герб приобрёл форму печати.

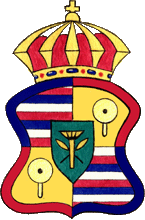
Герб республики

## Герб 1896
25 июля 1894 года Вигго Якобсен создал новый герб для республики. Герб стал более заметно отличаться от предыдущих, однако сохранил в себе их основные черты. На зелёном фоне вместо штандарта и копья алиа стали изображать звезду — символ стремления присоединиться к США. В качестве щитодержателей выступали король Камеамеа и аллегория Свободы, держащая флаг Гавайев. Герб обрамлял венок из здешних растений, также на гербе присутствовал Феникс — символ вечности.

Герб, созданный Вигго Якобсоном в 1896

## Герб 1900
В 1897 году Гавайи вступили в состав США, а уже в 1900 году у Гавайев появился новый герб. Правда, он почти ничем не отличался от своего предшественника. Единственным отличием было то, что на гербе вместо слова «Republic» (республика) было написано слово «Territory» (территория). Ещё на гербе вместо 1894 года значилась цифра 1900.

## Современный герб
Более чем через полвека Гавайи снова поменяли герб, и он снова почти не отличался от предыдущего. В 1959-м герб изменил дату на гербе на 1959 год, а слово «территория» заменилось словом «штат». Этот герб используется и в наше время.

Современный герб Гавайев